# Permanent Committee on Geographical Names for British Official Use
Das Permanent Committee on Geographical Names for British Official Use (PCGN) ist eine 1919 gegründete regierungsunabhängige Arbeitsgruppe in Großbritannien zur Beratung der britischen Regierung.
Sie legt Regeln zur englischen Schreibung von geografischen Namen für Objekte außerhalb Großbritanniens (mit Ausnahme der Antarktis) fest und stellt in diesem Zusammenhang auch Regelwerke für die Transkription bzw. Umschrift von Sprachen, die nichtlateinische Schriftsysteme verwenden, in Lateinschrift zur Verfügung.